# Jérémy Maison
Jérémy Maison (Auxerre, 21 de julio de 1993) es un ciclista francés que fue profesional entre 2016 y 2019.
En noviembre de 2019 anunció su retirada como profesional a los 26 años de edad tras no tener ofertas para seguir compitiendo al más alto nivel.

## Palmarés
2015 (como amateur)
- 1 etapa del Ronde d'Isard

## Resultados en Grandes Vueltas
Durante su carrera deportiva consiguió los siguientes puestos en las Grandes Vueltas. 
| Carrera | Carrera         | 2016 | 2017 | 2018 | 2019 |
| ------- | --------------- | ---- | ---- | ---- | ---- |
|         | Giro de Italia  | —    | —    | —    | —    |
|         | Tour de Francia | —    | —    | —    | —    |
|         | Vuelta a España | —    | 63.º | —    | —    |

—: no participa
Ab.: abandono